# Strangalia attenuata
Strangalia attenuata  ist ein Käfer aus der Familie der Bockkäfer und der Unterfamilie Schmalböcke. Synonyme sind Strangalina attenuata und Typocerus attenuata. Die Erstbeschreibung erfolgte unter dem Namen Leptura attenuata. 
Schon die Unterfamilie „Schmalböcke“ ist nach dem schlanken Körperbau benannt (leptos = λεπτός (gr.)= schlank). Der Artname attenuata unterstreicht, dass das Tier sehr schmal gebaut ist (attenuo P.(lat.) = dünn werden).

## Merkmale des Käfers
Der Körper ist sehr schmal, insbesondere beim Männchen, und verschmälert sich nach hinten noch mehr. Er erreicht eine Länge von neun bis siebzehn Millimeter. Der farbliche Eindruck wird durch die rotgelb und schwarz gebänderten Flügeldecken bestimmt. 
Der Kopf ist länglich (Abb. 4) und schräg nach unten geneigt. Die  großen, gewölbten Facettenaugen haben einen deutlichen Abstand zur Basis der Oberkiefer. Hinter den Augen verengt sich der Kopf zu einem deutlichen Hals. Die Augen sind an der Fühlerbasis nur schwach ausgerandet (Abb. 4). Die elfgliedrigen fadenförmigen Fühler sind in der ersten Hälfte schwarz, am Ende bräunlich. Sie entspringen zwischen den Augen. Die letzten fünf Fühlerglieder haben auf der Außenseite eine flache matte Grube vor dem Ende, die besonders bei den Männchen deutlich ausgebildet ist (Abb. 5).  
Der Halsschild ist wie der Kopf schwarz. Seine Hinterwinkel sind spitz ausgezogen.
Die schmalen Flügeldecken sind sehr variabel gezeichnet, im Prinzip zeigen sie auf rotgelbem Untergrund vier Querbänder. Ein schmaleres Querband verläuft hinter den Schultern, in der Flügelmitte folgt ein breites Band, das auf jedem Deckflügel zu einem großen Fleck erweitert ist, im letzten Flügeldrittel verläuft ein weiteres breites Band und die Spitzen der Deckflügel sind ebenfalls angedunkelt. An der Spitze sind die Flügeldecken abgeschnitten und leicht ausgebuchtet(Abb. 3). 
Die Hinterleibssegmente sind beim Männchen ganz, beim Weibchen teilweise braungelb. Die Beine sind größtenteils rotgelb, die einzelnen Glieder an den Enden mehr oder weniger angedunkelt. Die Vorderhüften sind kegelförmig (Abb. 2). Die fünfgliedrigen Tarsen erscheinen viergliedrig (pseudotetramer), da das vierte Glied sehr klein und zwischen den Lappen des dritten Gliedes versteckt ist. 
| Abb. 1: Seitenansicht Abb. 2: Unterseite Abb. 3: Spitze der Flügeldecke | Abb. 4: Kopf von vorn Abb. 5: Fühlerglieder 7–10 Pfeile deuten auf Gruben |

## Biologie
Die Larve entwickelt sich in einer Vielzahl verschiedener Laubbäume, häufig in alten Eichen. Sie benötigt dabei 2 Jahre, im Norden auch mehr. Den adulten Käfer findet man im Sommer vor allem auf Blüten, häufig auf Doldenblütlern.

## Verbreitung
Das Verbreitungsgebiet zieht sich von Südeuropa bis zum südlichen Nordeuropa, nach Norden wird der Käfer jedoch zunehmend seltener. Außerdem kommt er nach Osten bis in den Iran vor. Die Art fehlt in Portugal, auf den Inseln Sizilien, Sardinien, Kreta und Zypern, sowie in Großbritannien und Irland.